# Brzęczek (osada)
Brzęczek – osada w Polsce, położona w województwie pomorskim, w powiecie kościerskim, w gminie Liniewo. 
Miejscowość nad jeziorem Jastrzębce położona na obrzeżu rezerwatu Brzęczek, jest częścią składową sołectwa Głodowo.
W latach 1975–1998 miejscowość administracyjnie należała do województwa gdańskiego.